# Dadapsari
Dadapsari is een bestuurslaag in het regentschap Semarang van de provincie Midden-Java, Indonesië. Dadapsari telt 7910 inwoners (volkstelling 2010).